# Desert Sky Wind Farm

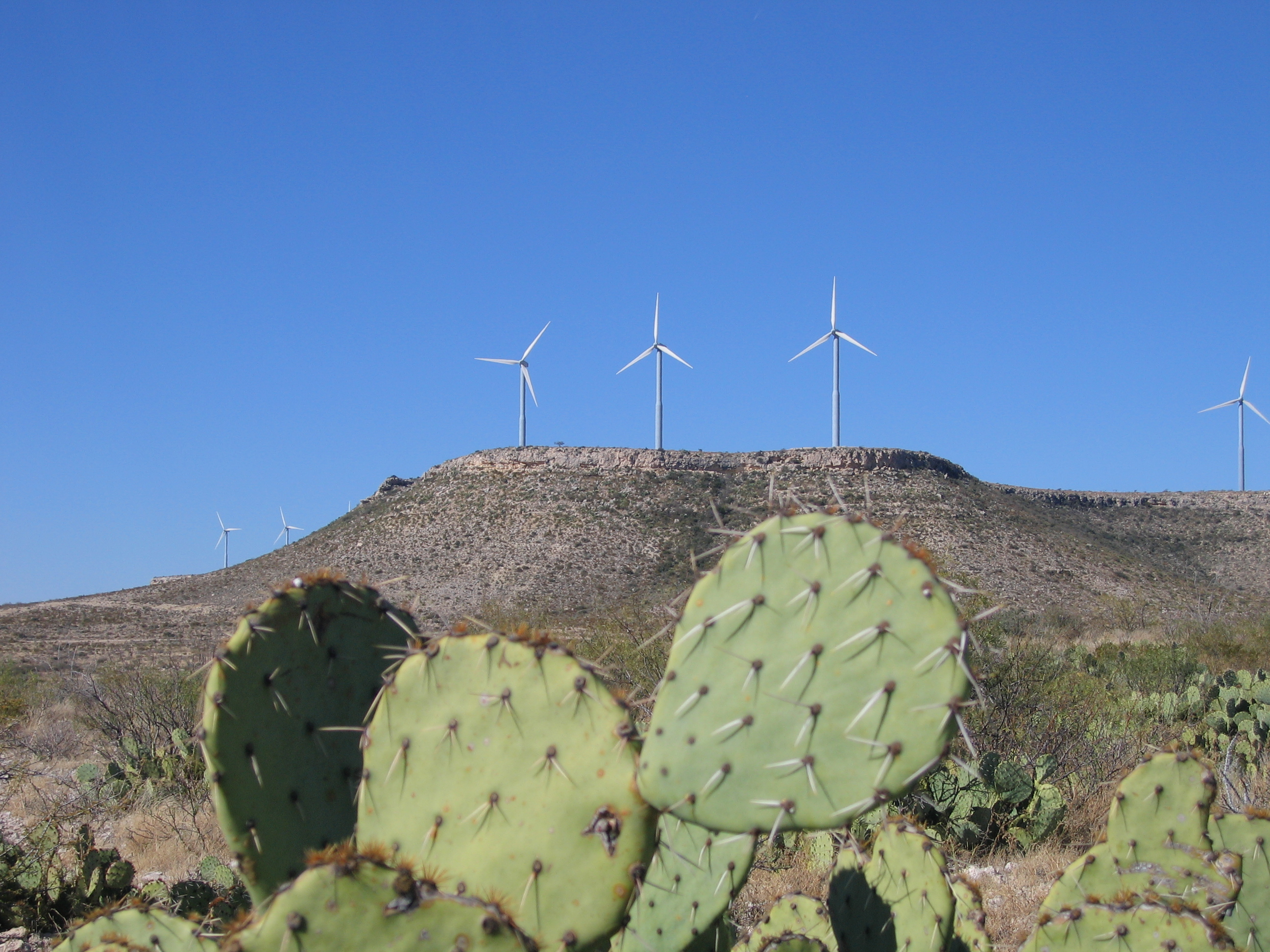
Delar av Desert Sky Wind Farm

Desert Sky Wind Farm är en vindkraftpark lokaliserad nära orten Iraan i västra Texas, med en total effekt på 160,5 megawatt. 
Vindkraftparken består av 107 General Electric vindkraftverk, utspridda över ett område på 39 km² och vart och ett med en installerad effekt på 1,5 MW.